# Zelotes pediculatoides
Zelotes pediculatoides es una especie de arañas araneomorfas de la familia Gnaphosidae.

## Distribución geográfica
Es endémica de la península ibérica (España).